# Elektrownia wodna Ust-Kamienogorsk
Elektrownia wodna Ust-Kamienogorsk – elektrownia wodna na Irtyszu w obwodzie wschodniokazachstańskim w Kazachstanie. Została wybudowana w 1952 roku. Początkowo Centralna Agencja Wywiadowcza uważała, że elektrownia wodna jest tylko przykrywką dla projektu pozyskiwania energii atomowej. Właścicielem i operatorem jest AES Corporation.
Elektrownia posiada cztery turbiny. Początkowo miały one nominalną moc 82,8 MW. W latach 2011–2013 wymieniono dwa z nich na nowe o mocy 91 MW, w latach 2015–2017 dwa pozostałe.